# Mapa zasadnicza
Treść tego artykułu należy opracować w taki sposób, aby nie uwypuklała nadmiernie polskiej specyfiki / aby nie zawężała się tylko do polskich warunków
 Po wyeliminowaniu niedoskonałości należy usunąć szablon [[Szablon:Dopracować|]] z tego artykułu.

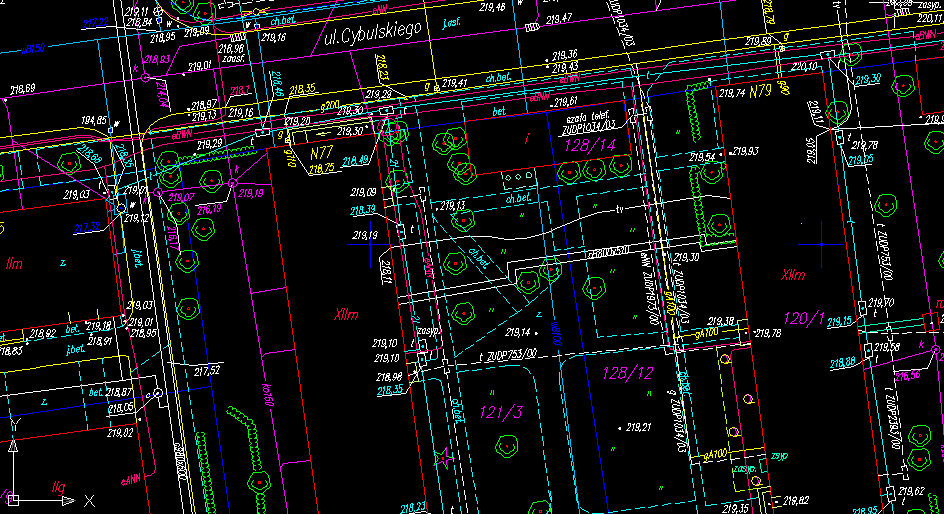
Przykład mapy zasadniczej w formie numerycznej w środowisku AutoCad na ekranie monitora komputerowego

Mapa zasadnicza, nazywana również Podstawową Mapą Kraju – w Polsce, zgodnie z art. 2 pkt. 7 ustawy Prawo geodezyjne i kartograficzne, wielkoskalowe opracowanie kartograficzne, zawierające informacje o przestrzennym usytuowaniu: punktów osnowy geodezyjnej, działek ewidencyjnych, budynków, konturów użytków gruntowych, konturów klasyfikacyjnych, sieci uzbrojenia terenu, budowli i urządzeń budowlanych oraz innych obiektów topograficznych, a także wybrane informacje opisowe dotyczące tych obiektów.
Jest to podstawowe opracowanie geodezyjno-kartograficzne, obejmujące swoim zasięgiem obszar całego kraju. Służy celom ewidencyjnym, gospodarczym, planistycznym i strategicznym. Na podstawie mapy zasadniczej wykonywane są inne opracowania kartograficzne, które służą do celów komercyjnych np. projektowych czy budowlanych.
Mapa zasadnicza jest własnością państwową, a jej prowadzenie zostało powierzone starostwom powiatowym (w szczególnych wypadkach gminom za zgodą właściwego wojewódzkiego inspektora nadzoru geodezyjnego) jako zadanie zlecone z zakresu administracji rządowej. Obowiązującym układem odniesienia dla prowadzenia mapy zasadniczej jest układ „2000” (do 24 sierpnia 2000 r. był nim układ „1965”) oraz układ wysokościowy z punktem odniesienia „Kronsztad” (Rosja).
Ze względu na istnienie arkuszy mapy zasadniczej w formie papierowej lub foliowej w układach innych niż obowiązujący, w części polskich powiatów, prace geodezyjne nadal wykonuje się w układzie odniesienia współrzędnych 1965 lub układach lokalnych.
Mapa zasadnicza stanowi:
- podstawowy element państwowego zasobu geodezyjnego i kartograficznego w rozumieniu art. 40 ustawy Prawo geodezyjne i kartograficzne,
- podstawowy materiał kartograficzny, wykorzystywany do zaspokojenia różnorodnych potrzeb gospodarki narodowej, a w szczególności zagospodarowania przestrzennego, katastru nieruchomości i powszechnej taksacji,
- źródłowe opracowanie kartograficzne do sporządzania map pochodnych i innych wielkoskalowych map tematycznych oraz aktualizacji mapy topograficznej w skali 1:10 000 (1:5000).

Mapa zasadnicza jest wykonywana w skalach 1:500 – 1:1000 dla obszarów wysoko zurbanizowanych (duże zagęszczenie obiektów stanowiących treść mapy np. gęsta zabudowa lub duża ilość urządzeń podziemnych), 1:1000 – 1:2000 dla obszarów średnio zurbanizowanych i 1:5000 dla zwartych obszarów rolnych i leśnych. W przypadkach bardzo dużego zagęszczenia obiektów naziemnych i podziemnych wykonuje się mapy w skali 1:250 (np. w rejonie przebiegu linii warszawskiego metra). Skala powinna być tak dobrana, żeby mapa była przejrzysta i czytelna.
Treść mapy zasadniczej obejmuje dane o:
- ewidencji gruntów i budynków (katastrze),
- zagospodarowaniu terenu (ulice, drzewa, obiekty użyteczności publicznej),
- podziemnym, naziemnym i nadziemnym uzbrojeniu terenu (Geodezyjna Ewidencja Sieci Uzbrojenia Terenu),
- ukształtowaniu terenu (wysokości szczegółów sytuacyjnych, formy ukształtowania terenu).

## Mapa zasadnicza do 2011 roku
W Polsce zasady, które obowiązywały przy tworzeniu analogowej mapy zasadniczej zawarte są m.in. w instrukcji technicznej K-1. Instrukcja ta straciła ważność w 2011 roku na podstawie art. 35 Ustawy o infrastrukturze informacji przestrzennej.
Treść mapy zasadniczej mogła być prowadzona i przedstawiana w systemie nakładek tematycznych – na osobnych arkuszach folii lub w zbiorach warstw albo obiektów, oznaczonych symbolami:
- E – ewidencja gruntów i budynków,
- O – osnowy geodezyjne,
- S – sytuacja powierzchniowa (inne obiekty trwale związane z terenem),
- R – realizacyjne uzgodnienia projektowe,
- U – sieci uzbrojenia terenu,
- W – rzeźba terenu.

## Współczesna mapa zasadnicza
Od 31 lipca 2021 roku dokumentem opisującym zasady prowadzenia mapy zasadniczej jest Rozporządzenie Ministra Rozwoju, Pracy i Technologii z dnia 23 lipca 2021 r. w sprawie bazy danych obiektów topograficznych oraz mapy zasadniczej. Rozporządzenie to nie przewiduje możliwości prowadzenia mapy zasadniczej w formie analogowej, a jedynie definiuje obiektowe bazy danych, z których pozyskuje się dane do utworzenia mapy zasadniczej.
Arkusze mapy zasadniczej prowadzone w formie analogowej na podstawie art. 53b Ustawy Prawo geodezyjne i kartograficzne zachowują swoją ważność do końca 2013 roku. Po tej dacie mapa zasadnicza może być prowadzona jedynie w formie mapy numerycznej.